# Maroko na Zimních olympijských hrách 2014
Maroko se účastnilo ZOH 2014, mělo zastoupení dvěma sportovci v alpském lyžování.

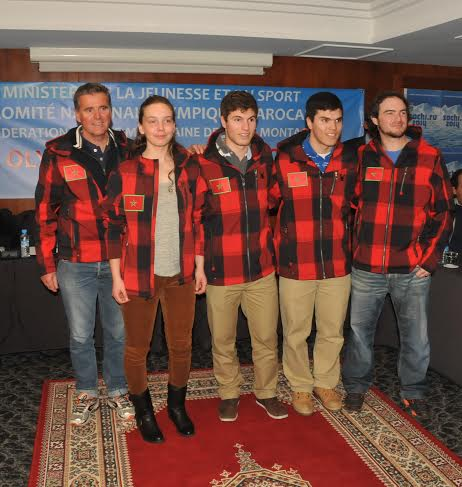
Marocká delegace

## Alpské lyžování
Adam Lamhamedi
- obří slalom 47. místo

Kenza Taziová
- slalom 45. místo
- obří slalom 62. místo